# Daibutsu
Der japanische Begriff Daibutsu (jap. 大仏, unreformierte Schreibweise 大佛; auch 丈六仏, jōrokubutsu) bedeutet übersetzt „großer Buddha“ und wurde im Japanischen ursprünglich für Buddha-Statuen verwendet, deren Größe in etwa mindestens dem Doppelten der angeblichen Lebensgröße des historischen Buddhas entsprechen (> ca. 4,85 Meter). Im heutigen, engeren Verständnis sind mit daibutsu nur die zwei berühmtesten dieser Statuen gemeint:
- Die Statue im Tempel Tōdai-ji in Nara, 16,2 Meter hoch, fertiggestellt 751. Diese Darstellung des Adibuddha Vairocana ist die größte Statue in Japan, die einen sitzenden Buddha darstellt.
- Die Statue im Tempel Kōtoku-in in Kamakura, 13,3 Meter hoch, errichtet 1252. Eine Darstellung des Buddha Amitabha.

Als „Große Buddhas“ gelten aber in einem weiteren Verständnis unter anderem auch:
- Der Asuka-Daibutsu (飛鳥大仏) im Tempel Asuka-dera (Asuka, Präfektur Nara); die älteste große Buddha-Statue Japans, deren Entstehungsjahr (609) bekannt ist.
- Die Statue in Takaoka, 15,8 Meter Gesamthöhe, die eigentliche Buddha-Statue ist jedoch nur zirka halb so groß.
- Der Shōwa Daibutsu im Tempel Seiryū in Aomori, eine Darstellung Kannons (jap. für Avalokiteshvara).
- Der Hyōgo Daibutsu im Tempel Hōshakuzan Nōfuku (宝積山 能福寺) des Stadtbezirks Hyōgo-ku der Stadt Kōbe.
- Der Hotei Daibutsu in Kōnan, Präfektur Aichi.
- Der Ushiku Daibutsu in Ushiku, rund 100 Meter hoch, 1995 fertiggestellt. Diese Darstellung des Buddha Amitabha ist eine der höchsten Buddha-Statuen der Welt.
- Der Takaoka Daibutsu in Takaoka.

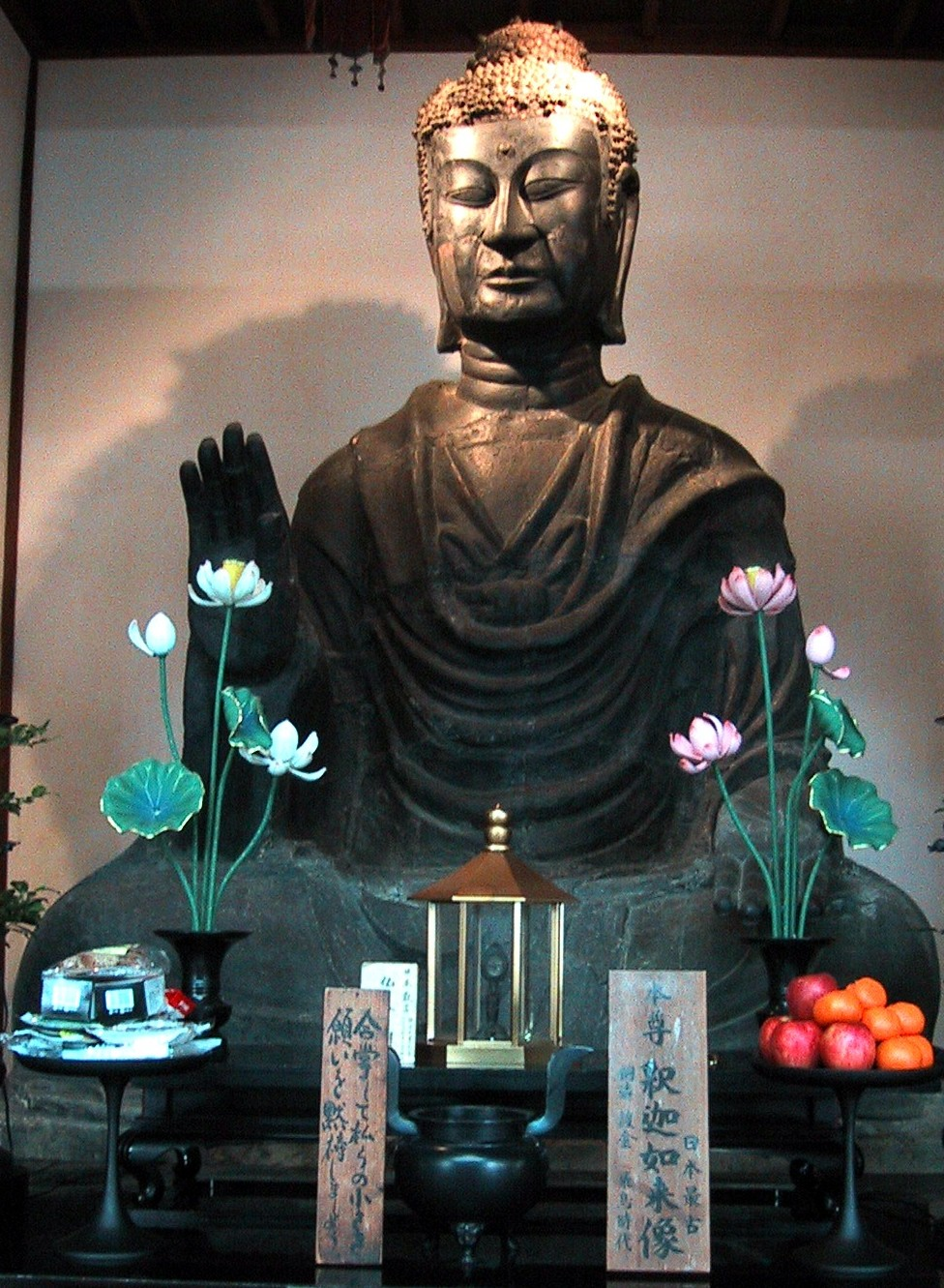
Daibutsu im Asuka-dera
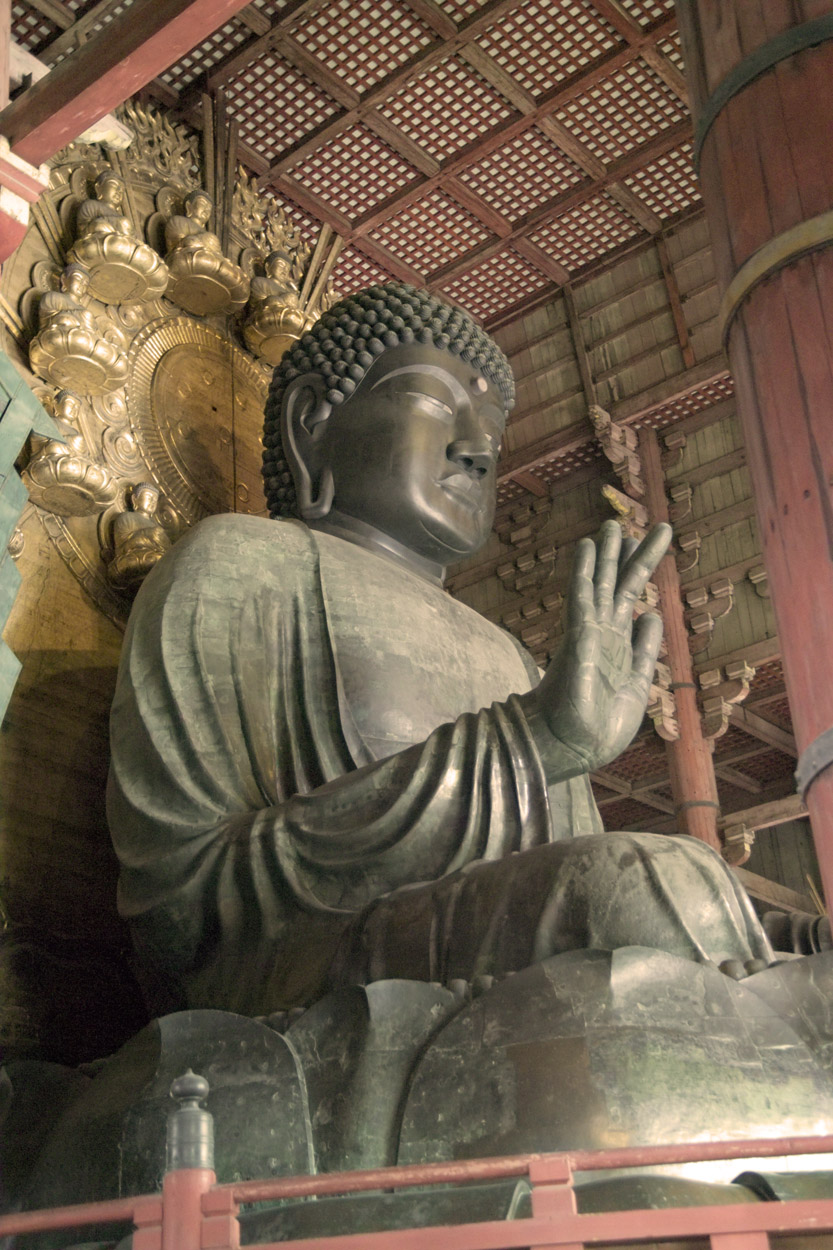
Daibutsu im Tōdai-ji
Daibutsu im Kōtoku-in
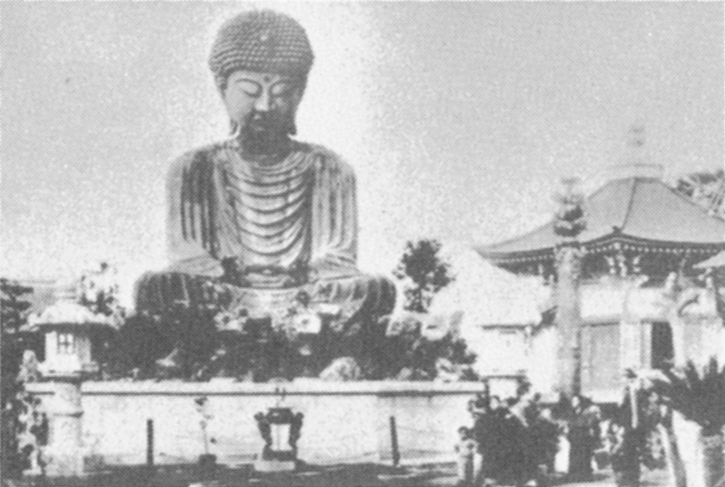
Hyōgo Daibutsu im Hōshakuzan Nōfuku-ji, Aufnahme von 1944 (Shōwa 19)
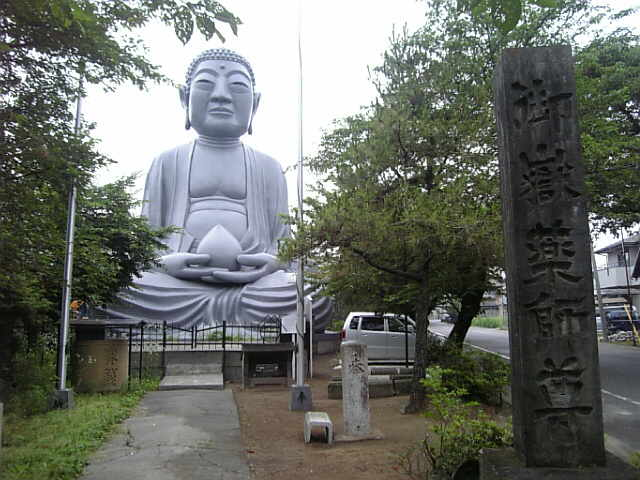
Daibutsu in Konan
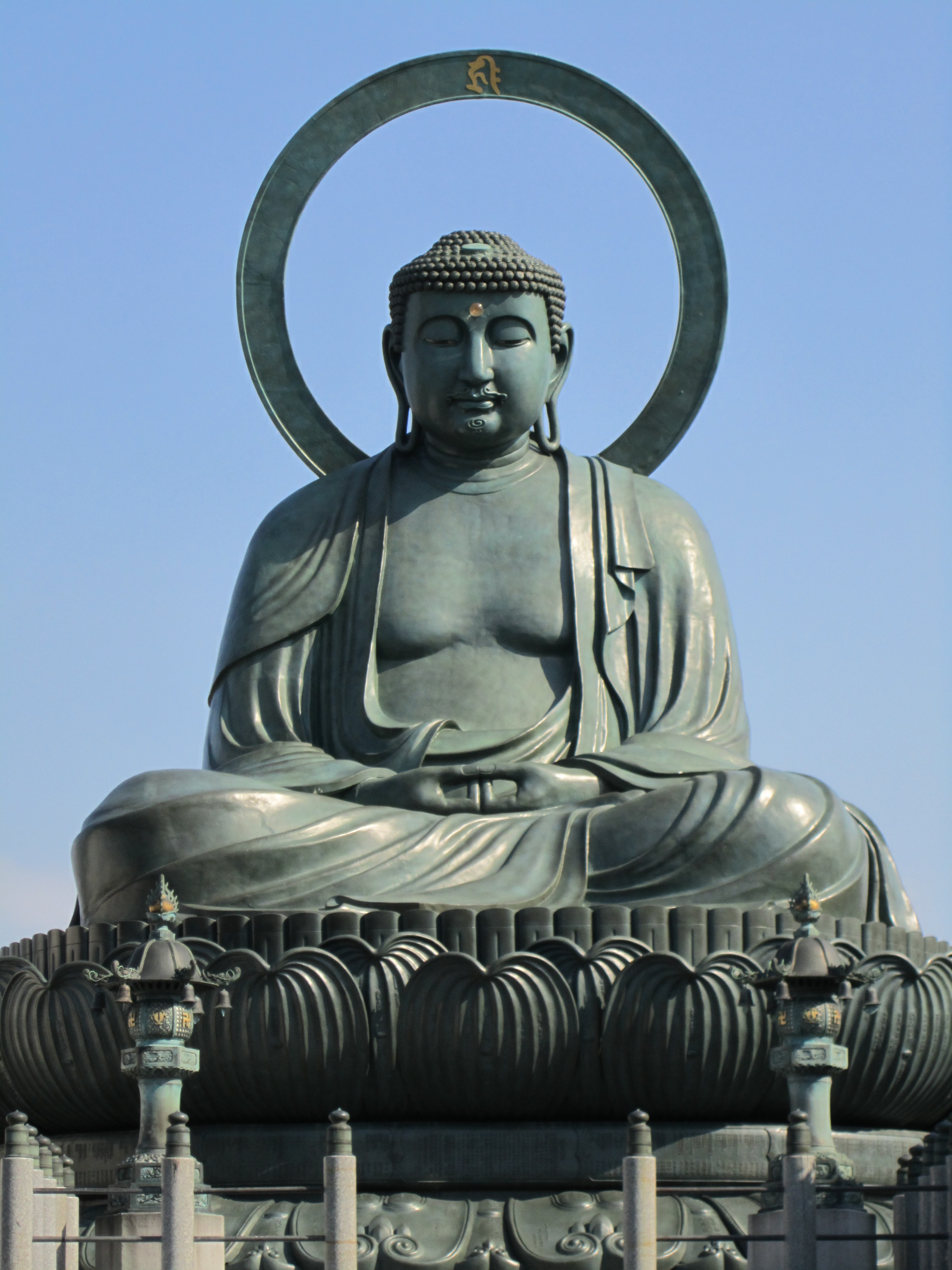
Daibutsu in Takaoka